# Heteroatom

Pyridin je heterocyklická sloučenina, u níž je heteroatomem dusík.

Jako heteroatom se v chemii může označit jakýkoliv atom kromě uhlíku a vodíku.
Častěji se tento pojem používá jako označení atomu, který v řetězci organické sloučeniny nahrazuje uhlíkový atom. Většinou jsou to atomy kyslíku, síry, dusíku, fosforu, chloru, bromu, jodu a někdy také kovů, například lithia a hořčíku.
Při popisu struktury bílkovin se jako heteroatom označuje spíše atom, který je součástí nízkomolekulárního kofaktoru než atom nacházející se v biopolymerovém řetězci.
U zeolitů se tento termín používá pro částečně izomorfní substituci atomů křemíku, hliníku a fosforu ostatními prvky, jako jsou beryllium, vanad a chrom.